# Protea tenax
Protea tenax är en tvåhjärtbladig växtart som först beskrevs av Richard Anthony Salisbury, och fick sitt nu gällande namn av Robert Brown. Protea tenax ingår i släktet Protea och familjen Proteaceae. Inga underarter finns listade i Catalogue of Life.